# Матричный процессор
Матричный процессор — процессор ЭВМ, представляющий собой сеть, состоящую из более простых процессоров, обладающих своей собственной памятью, работающих параллельно и обменивающихся информацией со своими ближайшими соседями. Преимуществами матричного процессора являются: отсутствие ограничения на быстродействие, обусловленного конечной скоростью распространения сигналов; устойчивость работы по отношению к повреждениям отдельных процессоров в узлах сети. Матричные процессоры используются для моделирования процессов теплопроводности, электродинамики, эволюции квантовых систем, обработки изображений, работы с нейросетями.
Первый в Советском Союзе матричный процессор ЕС ЭВМ-2345 был создан в 1979 году в Ереванском научно-исследовательском институте математических машин под руководством Армана Кучукяна.